# Tovomita stylosa
Tovomita stylosa är en tvåhjärtbladig växtart som beskrevs av William Botting Hemsley. Tovomita stylosa ingår i släktet Tovomita och familjen Clusiaceae. Inga underarter finns listade i Catalogue of Life.